# Лакомиця
Лакомиця (рос. Лакомица) — присілок в Великолуцькому районі Псковської області Російської Федерації.
Населення становить 22 особи. Входить до складу муніципального утворення Переслегинська волость.

## Історія
Від 2014 року входить до складу муніципального утворення Переслегинська волость.

## Населення
| 2001 | 2002 | 2010 |
| ---- | ---- | ---- |
| 35   | ↘23  | ↘22  |